# Our Man in Havana (filme)
Our Man in Havana (br.: O nosso homem em Havana / pt. O nosso agente em Havana) é um filme britânico de comédia e suspense de 1959, produzido e dirigido por Carol Reed. O roteiro é uma adaptação do livro homônimo de 1958 feito pelo próprio autor, Graham Greene. O filme mantém a ação do livro mas lhe dá um toque mais humorístico. Foi a terceira colaboração entre Carol Reed e Graham Greene. Realizado em CinemaScope.

## Elenco
- Alec Guinness...Jim Wormold
- Burl Ives...Dr. Hasselbacher
- Maureen O'Hara...Beatrice Severn
- Ernie Kovacs...Capitão Segura
- Noël Coward...Hawthorne
- Ralph Richardson...'C'
- Jo Morrow...Milly Wormold
- Grégoire Aslan...Cifuentes
- Paul Rogers...Hubert Carter
- Raymond Huntley...General
- Ferdy Mayne...professor Sanchez
- Maurice Denham...Almirante
- Joseph P. Mawra...Lopez
- Duncan Macrae...MacDougal
- Gerik Schjelderup...Svenson
- Hugh Manning...Oficial
- Karel Stepanek...Dr. Braun
- Maxine Audley...Teresa

## Sinopse
Na Cuba pré-revolução, James Wormold é um vendedor de aspiradores de pó inglês que após ser abandonado pela esposa está preocupado com a filha adolescente, Milly, que sonha com uma vida melhor e é assediada pelo Capitão Secura, um militar com o apelido de "Abutre Vermelho" por sua de fama de torturar seus prisioneiros. Certo dia, Wormold recebe a visita de um idoso agente inglês, Hawthorne, que lhe recruta para trabalhar como espião e enviar informações em código ao Serviço Secreto sobre a situação do país e formar uma equipe de agentes. Wormold aceita o serviço pelo dinheiro mas não tem a menor ideia de como conseguir informações secretas e não é bem sucedido em recrutar outros agentes. Conversando com seu melhor amigo, o médico alemão Dr. Hasselbacher, esse lhe aconselha a inventar informações e Wormold concorda. Ele cria uma história fantasiosa de uma construção secreta nas montanhas e os seus superiores ingleses acham que é uma coisa importante e mandam agentes mais experientes para ajudá-lo, dentre eles a esperta Beatrice. Mas o Capitão Secura descobre sobre as tentativas de espionagem e passa a ameaçar Wormold e Milly.

## Produção
O filme teve locações em Havana, apenas dois meses após a queda do regime de Fulgêncio Batista, em 13 de maio de 1959. Fidel Castro visitou a equipe de filmagem quando eles trabalhavam em cenas na Praça da Catedral em Havana.

## Prêmios e indicações
- O filme foi indicado ao Globo de Ouro como melhor comédia ou musical, e Reed foi indicado como melhor diretor pela Directors Guild of America.